# Dom (2021)
Dom é uma série de televisão brasileira de drama policial lançada em 4 de junho de 2021, criada pela Conspiração Filmes para a Prime Video, sendo a primeira série original brasileira do serviço de streaming. É estrelada por Gabriel Leone, Flávio Tolezani e Filipe Bragança.
A série retrata a história de Pedro Dom, criminoso brasileiro que chefiava uma quadrilha especializada em assaltar residências de luxo no Rio de Janeiro, e de seu pai, o policial Victor Lomba. É baseada no livro Dom (2020), de Tony Bellotto, e no livro biográfico O Beijo da Bruxa (2009), de Victor Lomba, pai de Pedro.
A segunda temporada estreou em 16 de março de 2023, desta vez a série foi dividida em episódios semanais, com os último deles estreando em 13 de abril de 2023. Em 14 de abril, o Prime Vídeo revelou em o teaser da terceira e última temporada de Dom. A prévia mostrou que os episódios finais vão destacar o cerco se fechando contra o protagonista vivido por Leone. A temporada final de Dom estreou, no streaming, em 24 de maio de 2024. A leva é composta de cinco episódios.

## Sinopse
1.ª temporada (2021)
Dom conta a história do jovem Pedro Dantas (Gabriel Leone), jovem da classe média que se torna um bandido perigosos no Rio de Janeiro, ele usa de sua imagem para não levantar suspeita sobre seus crimes. A produção é inspirada na vida de Pedro Dom, um chefe de quadrilha que aterrorizou o Rio de Janeiro nos anos 2000, o criminoso acabou tendo um final trágico em 2005.
2.ª temporada (2023)
Estampando manchetes de jornais, Dom (Gabriel Leone) se torna o criminoso mais procurado do Rio. A polícia fecha o cerco e ele precisa planejar uma fuga. Victor entra em guerra com o lado podre da polícia e para se proteger se infiltra na floresta amazônica. O crime está por todos os lados. Viver pode ser fatal
3.ª temporada (2024)
Depois de alcançar notoriedade como um dos criminosos mais procurados do Rio de Janeiro, Pedro Dom (Gabriel Leone) busca refúgio na comunidade da Rocinha, enquanto se esquiva das autoridades policiais ao mesmo tempo que tenta se reconectar com o pai.

## Elenco

### Principal
| Ator/Atriz         | Personagem            | Temporadas | Temporadas | Temporadas |
| Ator/Atriz         | Personagem            | 1ª 2021    | 2ª 2023    | 3ª 2024    |
| ------------------ | --------------------- | ---------- | ---------- | ---------- |
| Gabriel Leone      | Pedro Dantas (Dom)    |            |            |            |
| Flávio Tolezani    | Victor Dantas         |            |            |            |
| Filipe Bragança    | Victor Dantas (jovem) |            |            | —          |
| Raquel Villar      | Jasmin dos Santos     |            |            |            |
| Isabella Santoni   | Viviane               |            |            |            |
| Laila Garin        | Marisa Dantas         |            |            |            |
| Roberto Birindelli | Paulo                 |            |            | —          |
| Polliana Aleixo    | Kelly                 | —          |            |            |
| Aline Borges       | Lia                   | —          | —          |            |
| Dalton Vigh        | Herlon Costa          | —          | —          |            |
| Vilma Melo         | Conceição             | —          | —          |            |
| Marcello Melo Jr.  | Miguel                | —          | —          |            |
| Fábio Lago         | Ribeiro               |            | —          | —          |
| Ingrid Conte       | Jessika               |            | —          | —          |
| André Ramiro       | Chico                 | —          |            |            |
| Ana Cecília Costa  | Pastora Miriam        | —          |            | —          |
| Adanilo            | Acaraê                | —          |            | —          |
| Dudu Pelizzari     | Vandame               | —          |            | —          |

### Participações especiais
| Ator/Atriz           | Personagem            | Episódio           |                     |
| -------------------- | --------------------- | ------------------ | ------------------- |
| Julia Konrad         | Paloma                |                    |                     |
| Julia Konrad         | Paloma                |                    |                     |
| Carlo Mossy          | General Helleno Cruz  |                    |                     |
| Dedina Bernardelli   | Mãe do Márcio         | "Rebordosa"        |                     |
| Letícia Pedro        | Garota da Festa       | "Rebordosa"        |                     |
| Carlo Mossy          | General Helleno Cruz  | "Rebordosa"        |                     |
| Daniela Galli        | Manuela               | "Rebordosa"        |                     |
| Guilherme Hamacek    | Carlinhos             | "Rebordosa"        |                     |
| André Mattos         | Sargento Figueira     | "Rebordosa"        |                     |
| Camilo Beviláqua     | Doleiro Nasser Farrid | "Rebordosa"        |                     |
| Camilo Beviláqua     | Doleiro Nasser Farrid | "Rebordosa"        |                     |
| André Mattos         | Sargento Figueira     | "Polícia e Ladrão" |                     |
| Babi Xavier          | Mãe                   | "Polícia e Ladrão" |                     |
| Malu Falangola       | Luna                  | "Enxugando Gelo"   |                     |
| Murilo Grossi        | Osmar                 | "Animais Híbridos" |                     |
| Ludwika Paleta       | Paloma                | "Animais Híbridos" |                     |
| Murilo Grossi        | Osmar                 | "Animais Híbridos" |                     |
| Ludwika Paleta       | Paloma                | "Animais Híbridos" |                     |
| Murilo Grossi        | Osmar                 | "Animais Híbridos" |                     |
| Fábio Villa Verde    | Pai da Viviane        | "Animais Híbridos" | "Destinos Traçados" |
| João Vithor Oliveira | Ernesto               |                    | "Destinos Traçados" |

## Prêmios e indicações
| Ano           | Premiação                                | Categoria                                   | Indicação                                                       | Resultado     | Ref.          |
| 1.ª temporada | 1.ª temporada                            | 1.ª temporada                               | 1.ª temporada                                                   | 1.ª temporada | 1.ª temporada |
| ------------- | ---------------------------------------- | ------------------------------------------- | --------------------------------------------------------------- | ------------- | ------------- |
| 2021          | Prêmio Contigo! Online                   | Melhor Série – TV ou Streaming              | Dom                                                             | Indicado      | [ 7 ]         |
| 2021          | Prêmio Contigo! Online                   | Melhor Ator de Série ou Minissérie          | Gabriel Leone                                                   | Indicado      | [ 7 ]         |
| 2021          | Prêmio F5                                | Melhor Série                                | Dom                                                             | Indicado      | [ 8 ]         |
| 2021          | Prêmio F5                                | Melhor Ator de Série                        | Gabriel Leone                                                   | Indicado      | [ 8 ]         |
| 2021          | Prêmio Notícias da TV                    | Melhor Série Nacional                       | Dom                                                             | Indicado      | [ 9 ]         |
| 2021          | Prêmio Notícias da TV                    | Melhor Ator ou Atriz de Série               | Gabriel Leone                                                   | Indicado      | [ 9 ]         |
| 2021          | Prêmio Notícias da TV                    | Melhor Ator ou Atriz de Série               | Isabella Santoni                                                | Indicado      | [ 9 ]         |
| 2021          | Melhores do Ano NaTelinha                | Melhor Dramaturgia                          | Dom                                                             | Indicado      | [ 10 ]        |
| 2021          | Melhores do Ano NaTelinha                | Melhor Ator                                 | Gabriel Leone                                                   | Indicado      | [ 10 ]        |
| 2021          | Prêmio APCA de Televisão                 | Melhor Seriado/Minissérie                   | Dom                                                             | Indicado      | [ 11 ]        |
| 2021          | Prêmio APCA de Televisão                 | Melhor Ator                                 | Gabriel Leone                                                   | Indicado      | [ 11 ]        |
| 2022          | Prêmio ABC de Cinematografia             | Melhor Direção de Fotografia em Série de TV | Léo Ferreira Resende e Adrian Teijido                           | Venceu        | [ 12 ]        |
| 2022          | Prêmio ABC de Cinematografia             | Melhor Direção de Arte em Série de TV       | Claudio Amaral Peixoto                                          | Indicado      | [ 12 ]        |
| 2022          | Prêmio ABC de Cinematografia             | Melhor Equipe de Som em Série de TV         | Valéria Martins Ferro, Eduardo Virmond Lima e Alessandro Laroca | Venceu        | [ 12 ]        |
| 2022          | SEC Awards                               | Melhor Série Nacional                       | Dom                                                             | Indicado      | [ 13 ]        |
| 2022          | SEC Awards                               | Melhor Ator em Série Nacional               | Gabriel Leone                                                   | Venceu        | [ 13 ]        |
| 2022          | CCXP Awards                              | Melhor Série (Brasil)                       | Dom                                                             | Top 10        | [ 14 ]        |
| 2022          | CCXP Awards                              | Melhor Ator de Série                        | Flávio Tolezani                                                 | Indicado      | [ 14 ]        |
| 2022          | CCXP Awards                              | Melhor Ator de Série                        | Gabriel Leone                                                   | Indicado      | [ 14 ]        |
| 2022          | CCXP Awards                              | Melhor Atriz de Série                       | Isabella Santoni                                                | Top 10        | [ 14 ]        |
| 2022          | Prêmio Grande Otelo do Cinema Brasileiro | Melhor Série de Ficção – TV Paga/OTT        | Dom                                                             | Venceu        | [ 15 ]        |
| 2.ª temporada |                                          |                                             |                                                                 |               |               |
| 2023          | Melhores do Ano NaTelinha                | Melhor Série/Documentário                   | Dom                                                             | Indicado      | [ 16 ]        |
| 2023          | Prêmio APCA de Televisão                 | Série – Ficção                              | Dom                                                             | Indicado      | [ 17 ]        |
| 2024          | Prêmio Grande Otelo do Cinema Brasileiro | Melhor Série de Ficção                      | Dom                                                             | Indicado      | [ 18 ]        |
| 2024          | Prêmio Grande Otelo do Cinema Brasileiro | Melhor Ator de Série de Ficção              | Gabriel Leone                                                   | Indicado      | [ 18 ]        |